# Lijst van rijksmonumenten in Fijnaart
De plaats Fijnaart kent 19 inschrijvingen in het rijksmonumentenregister. Hieronder een overzicht.
| Object | Oorspronkelijke functie?  | Bouwjaar             | Architect    | Locatie                 | Coördinaten?                  | Nr.?   | Afbeelding |
| --- | ------------------------- | -------------------- | ------------ | ----------------------- | ----------------------------- | ------ | --- |
| Vrijstaande grotendeels houten schuur met wolfsdak                                                             | Boerderij                 | vermoedelijk 1794    |              | Boerendijk 15           | 51° 38' 1" NB, 4° 29' 45" OL  | 15883  | Meer afbeeldingen                                                                                              |
| Boerderij, bestaande uit afzonderlijk woonhuis met zadeldak tussen topgevels met jaarankers                    | Boerderij                 | 1769 (jaartalankers) |              | Kadedijk 79             | 51° 37' 58" NB, 4° 28' 30" OL | 15884  | Meer afbeeldingen                                                                                              |
| Woonhuis met aangebouwd zomerhuis en de grote schuur met rieten dak                                            | Boerderij                 |                      |              | Kadedijk 85             | 51° 37' 56" NB, 4° 28' 38" OL | 15885  | Meer afbeeldingen                                                                                              |
| Dwarshuis onder met pannen belegd wolfdak                                                                      | Boerderij                 | 18e-19e eeuw         |              | Kwartiersedijk 21       | 51° 37' 15" NB, 4° 26' 27" OL | 15889  | Meer afbeeldingen                                                                                              |
| Huis onder schilddak en met lijstgevel                                                                         | Woonhuis                  | 19e eeuw             |              | Voorstraat 30           | 51° 38' 8" NB, 4° 28' 5" OL   | 15892  | Meer afbeeldingen                                                                                              |
| Huis onder dwars schilddak en met lijstgevel                                                                   | Woonhuis                  | 19e eeuw             |              | Voorstraat 31           | 51° 38' 8" NB, 4° 28' 3" OL   | 15893  | Huis onder dwars schilddak en met lijstgevel                                                                   |
| Huis onder schilddak en met lijstgevel waarvan de bovenhoeken ingezwenkt zijn                                  | Woonhuis                  | 19e eeuw             |              | Voorstraat 33           | 51° 38' 8" NB, 4° 28' 4" OL   | 15894  | Huis onder schilddak en met lijstgevel waarvan de bovenhoeken ingezwenkt zijn                                  |
| Woonhuis van oorspronkelijk boerderijencomplex                                                                 | Boerderij                 | 1685                 |              | Oudemolensedijk 20      | 51° 38' 58" NB, 4° 27' 58" OL | 500910 | Upload foto |
| De Oude Molen                                                                                                  | Industrie- en poldermolen | 1845 / 2005          |              | Oudemolensedijk 16      | 51° 38' 55" NB, 4° 27' 53" OL | 506207 | Meer afbeeldingen                                                                                              |
| Boerderijcomplex aan de tonsedijk, de westelijke afsluiting van de in 1558 ingedijkte nieuwe fijnaartse polder | Boerderij                 | 1760-1780            |              | Tonsedijk 16A           | 51° 39' 53" NB, 4° 29' 48" OL | 506256 | Boerderijcomplex aan de tonsedijk, de westelijke afsluiting van de in 1558 ingedijkte nieuwe fijnaartse polder |
| Dijkwoning "Fort Oranje"                                                                                       | Woonhuis                  | 1768                 |              | Oude Heijningsedijk 54  | 51° 39' 40" NB, 4° 24' 13" OL | 506257 | Meer afbeeldingen                                                                                              |
| Fort Sabina: fort                                                                                              | Fort, vesting en -onderdl | 1810-1811            |              | Noordwesthoek polder    | 51° 40' 43" NB, 4° 23' 50" OL | 521706 | Meer afbeeldingen                                                                                              |
| Fort Sabina: vaartuigenloods                                                                                   | Opslag                    | 1879-1883            |              | Noorden/westen van fort | 51° 40' 43" NB, 4° 23' 50" OL | 521707 | Meer afbeeldingen                                                                                              |
| Complex Kraaijendijk: voormalige woonhuis in gebruik als schuur                                                | Boerderij                 | 1825-1850            |              | Kraaiendijk 8           | 51° 39' 58" NB, 4° 24' 40" OL | 521709 | Upload foto |
| Complex Kraaijendijk: woonhuis                                                                                 | Woonhuis                  | 1922                 |              | Kraaiendijk 8           | 51° 39' 58" NB, 4° 24' 40" OL | 521710 | Upload foto |
| Nederlands Hervormde Kerk                                                                                      | Kerk en kerkonderdeel     | 1876                 | C. Blansjaar | Kerkring 1              | 51° 38' 10" NB, 4° 28' 8" OL  | 521720 | Meer afbeeldingen                                                                                              |
| Pastorie | Kerkelijke dienstwoning   | 1873                 |              | Molenstraat 24          | 51° 38' 9" NB, 4° 27' 52" OL  | 521723 | Pastorie |
| Complex Kraaijendijk: langsdeelschuur                                                                          | Boerderij                 | 1825-1850            |              | Kraaiendijk 8           | 51° 39' 58" NB, 4° 24' 40" OL | 525982 | Upload foto |
| Fort Sabina: inundatiesluis                                                                                    | Waterkering en -doorlaat  | 1885                 |              | Noorden/westen van fort | 51° 40' 43" NB, 4° 23' 50" OL | 525988 | Meer afbeeldingen                                                                                              |